# Record de France de natation messieurs du 50 mètres dos
Le record de France de natation sportive messieurs pour l'épreuve du 50 mètres dos concerne les records obtenus par les athlètes dans cette épreuve en bassin de 50 et 25 mètres.

## Bassin de 50 mètres
| Temps   | Athlète           | Naissance | Âge | Club                            | Compétition                | Lieu            | Date            |
| ------- | ----------------- | --------- | --- | ------------------------------- | -------------------------- | --------------- | --------------- |
| 27 s 53 | Claude Jambet     |           |     | Dauphins de Créteil             | Championnats de France (f) | Strasbourg      | 17 mars 1984    |
| 27 s 22 | Frédéric Delcourt | 1964      | 21  | Cercle des nageurs de Marseille | Championnats de France     | Aix-en-Provence | 22 février 1985 |
| 27 s 19 | Renaud Boucher    |           |     | Dauphins du TOEC                | Championnats de France     | Millau          | 17 juillet 1986 |
| 27 s 12 | C. Braize         |           |     | Dauphins de Créteil             | Championnats de France     | Strasbourg      | 12 juillet 1987 |
| 26 s 97 | Renaud Boucher    |           |     | Dauphins du TOEC                | Championnats de France     | Strasbourg      | 12 juillet 1987 |
| 26 s 89 | Renaud Boucher    |           |     | Dauphins du TOEC                | Championnats de France     | Vittel          | 20 mars 1988    |
| 26 s 89 | P. Topilko        |           |     | Racing Club de France           | Championnats de France     | Dunkerque       | 7 août 1988     |
| 26 s 83 | Renaud Boucher    |           |     | Dauphins du TOEC                | Championnats de France     | Dunkerque       | 7 août 1988     |
| 26 s 51 | Renaud Boucher    |           |     | Dauphins du TOEC                | Championnats de France     | Paris           | 21 juillet 1989 |
| 26 s 14 | Franck Schott     | 1970      | 21  | Racing Club de France           | Championnats de France (f) | Saint-Étienne   | 28 avril 1991   |
| 26 s 10 | Franck Schott     | 1970      | 23  | Racing Club de France           | Championnats de France (f) | Mennecy         | 23 avril 1993   |
| 25 s 71 | Franck Schott     | 1970      | 24  | Racing Club de France           | Championnats de France (f) | Lille           | 18 mars 1994    |
| 25 s 66 | Camille Lacourt   | 1985      | 22  | Canet 66 natation               | Championnats de France (s) | Saint-Raphaël   | 25 juin 2007    |
| 25 s 46 | Camille Lacourt   | 1985      | 22  | Canet 66 natation               | Championnats de France (f) | Saint-Raphaël   | 25 juin 2007    |
| 25 s 25 | Camille Lacourt   | 1985      | 24  | Cercle des nageurs de Marseille | Inter région sud est       | Nîmes           | 20 mars 2009    |
| 25 s 22 | Camille Lacourt   | 1985      | 24  | Cercle des nageurs de Marseille | Championnats d'Espagne (f) | Malaga          | 4 avril 2009    |
| 24 s 88 | Jérémy Stravius   | 1988      | 21  | Amiens Métropole Natation       | Championnats de France (s) | Montpellier     | 26 avril 2009   |
| 24 s 78 | Camille Lacourt   | 1985      | 24  | Cercle des nageurs de Marseille | Championnats de France (f) | Montpellier     | 26 avril 2009   |
| 24 s 52 | Camille Lacourt   | 1985      | 24  | Cercle des nageurs de Marseille | Championnats du monde (s)  | Rome            | 1er août 2009   |
| 24 s 46 | Camille Lacourt   | 1985      | 24  | Cercle des nageurs de Marseille | Championnats du monde (d)  | Rome            | 1er août 2009   |
| 24 s 30 | Camille Lacourt   | 1985      | 25  | Cercle des nageurs de Marseille | Championnats d'Europe (d)  | Budapest        | 11 août 2010    |
| 24 s 07 | Camille Lacourt   | 1985      | 25  | Cercle des nageurs de Marseille | Championnats d'Europe (f)  | Budapest        | 12 août 2010    |

## Bassin de 25 mètres
| Temps      | Athlète            | Naissance | Âge | Club                            | Compétition                         | Lieu          | Date             |
| ---------- | ------------------ | --------- | --- | ------------------------------- | ----------------------------------- | ------------- | ---------------- |
| 26 s 14    | Franck Schott      | 1970      | 21  | Racing Club de France           |                                     | Saint-Étienne | 28 avril 1991    |
| 25 s 70    | Franck Schott      | 1970      | 22  | Racing Club de France           |                                     | Leicester     | 18 janvier 1992  |
| 25 s 31    | Franck Schott      | 1970      | 22  | Racing Club de France           |                                     | Saint-Denis   | 28 décembre 1992 |
| 24 s 87    | Franck Schott      | 1970      | 24  | Racing Club de France           | Coupe du monde                      | Paris         | 27 mars 1994     |
| 24 s 60 RM | Franck Schott      | 1970      | 24  | Racing Club de France           | Coupe du monde                      | Paris         | 27 mars 1994     |
| 24 s 56    | Benjamin Stasiulis | 1986      | 21  | Mulhouse Olympic Natation       | Championnats de France (s)          | Nîmes         | 9 décembre 2007  |
| 24 s 33    | Benjamin Stasiulis | 1986      | 21  | Mulhouse Olympic Natation       | Championnats de France (f)          | Nîmes         | 9 décembre 2007  |
| 23 s 95    | Camille Lacourt    | 1985      | 23  | Cercle des nageurs de Marseille | Championnats de France (s)          | Angers        | 7 décembre 2008  |
| 23 s 60    | Camille Lacourt    | 1985      | 23  | Cercle des nageurs de Marseille | Championnats de France (f)          | Angers        | 7 décembre 2008  |
| 23 s 33,   | Benjamin Stasiulis | 1986      | 23  | Lagardère Paris Racing          | British Gas swimming grand prix (f) | Leeds         | 7 août 2009      |
| 23 s 33    | Benjamin Stasiulis | 1986      | 23  | Lagardère Paris Racing          | Championnats d'Europe (f)           | Istanbul      | 11 décembre 2009 |
| 23 s 16    | Camille Lacourt    | 1985      | 25  | Cercle des nageurs de Marseille | Championnats du monde (f)           | Dubaï         | 18 décembre 2010 |
| 23 s 13    | Jérémy Stravius    | 1988      | 24  | Amiens Métropole Natation       | Championnats d'Europe (rf)          | Chartres      | 23 novembre 2012 |
| 22 s 99    | Jérémy Stravius    | 1988      | 25  | Amiens Métropole Natation       | Coupe du monde (f)                  | Doha          | 21 octobre 2013  |
| 22 s 98    | Florent Manaudou   | 1990      | 24  | Cercle des nageurs de Marseille | Championnats de France (f)          | Montpellier   | 21 novembre 2014 |
| 22 s 97    | Florent Manaudou   | 1990      | 24  | Cercle des nageurs de Marseille | Championnats du monde (d)           | Doha          | 5 décembre 2014  |
| 22 s 22    | Florent Manaudou   | 1990      | 24  | Cercle des nageurs de Marseille | Championnats du monde (f)           | Doha          | 6 décembre 2014  |